# 卢芳 (中医学家)
卢芳（1939年6月—），男，汉族，黑龙江肇东人，中国中医学家，哈尔滨市中医医院原院长、主任医师，黑龙江省中医药管理局原副局长，第三届国医大师。